# Müldner von Mülnheim (Adelsgeschlecht)
Die Familie Müldner war eine kurhessische Familie reformierten Glaubens, die am 27. November 1830 in Wilhelmshöhe als Müldner von Mülnheim in den Adelsstand erhoben wurde.

## Namensherkunft
Mulde: Mittelhochdeutsch mulde "längliches, halbrundes Gefäß, Mehl, Backtrog" ist wahrscheinlich umgebildet aus gleichbed. mhd mu[o]lter, das auf althochdeutsch muoltera, muhltra beruht. Das althochdeutsche Wort ist entlehnt aus lateinische Mulctra "Melkkübel", eine Bildung zum Verb mulgere "melken" (vgl. melken). Die Verwendung des althochdeutschen Wortes im Sinne von "Mulde, Trog" erklärt sich daraus, dass die früher üblichen Melkgefäße eine längliche, muldenähnliche Gestalt hatten. Im neuhochdeutschen wird "Mulde" auch übertragen im Sinne von "muldenformige Vertiefung (im Erdreich, Stein, Flöz)", Talsenkung gebraucht. Der mittelhochdeutschen Form "mulde" entspricht Mittelniederdeutsch "Molde, Molle", worauf berlinerisch "Molle weiter "Bierglas, Glas Bier" beruht.
Demnach ist Muldener, später Müldner, auch Mildener, Miltener ursprünglich ein Berufsname. Der Faßhauer, Faßbinder oder Bender fertigte Fässer an, der Mollenhaier oder Müldner fertigte länglich-runde Gefäße, z. B. für Bauarbeiter oder Bäcker. Wichtig scheint es, auf "d" und "t" zu achten. Eine Mülner oder Mollner ist wahrscheinlich nicht ein Muldener, sondern ein Müller.

## Wappen
In Rot ein silberne Schräglinksbalken, nach der Richtung beladen mit einem grünen Lindenblatt († v. Lindau), begleitet von zwei goldene Sternen; auf dem Helm mit rot-silbernen Decken ein silberner Flügel, an diesem sechs Schwungfederspitzen je ausgestattet mit einer roten Rose.

## Stammlinie
Georg Carl Wilhelm Müldner (* 24. September 1782 in Breuna bei Wolfhagen; † Mülnheim bei Hanau 7. Januar 1863) seit 1831 Herr auf Burgsitz Spangenberg, Kaltenbach, Elbersdorf sowie auf der Meierei Eltmannsee, kgl. westph. Oberst und Regimentskommandeur, kurhessischer General-Lieutenant und General-Adjutant des Kurfürsten Wilhelm II; heiratet in Eschwege am 29. Juni 1808 Julie Schuhmann, (* 21. April 1786 in Eschwege; † 6. Oktober 1844 in Marburg).

Nachkommen

1.) Christian Ferdinand August (* 11. Oktober 1809 in Rotenburg an der Fulda; † 1871), auf Burgsitz Spangenberg, Kaltenbach, Elbersdorf sowie auf der Meierei Eltmannsee, kurhess. Obergerichtsreferendar, Schriftsteller. Unverheiratet.

2.) Georg Carl Wilhelm (* 31. Oktober 1812 in Eschwege; † 23. Januar 1889 in Burgsitz Spangenberg) 1886 PROA4, kurhess. Obergerichtsanwalt, dann kgl. preuss. Justizrat; heiratet in Kassel am 11. September 1837 Dorothea Magdalena Amalia Frankenberg (* 26. November 1814 in Kassel; † 11. Dezember 1852 in Rotenburg an der Fulda).
Kinder
2.1.) Carl Louis Theodor (* 29. August 1838 in Nentershausen; † 23. April 1915 in Hildesheim), 1. Fideikommissherr auf Elbersdorf-Spangenberg, kgl. hann. Premierlieutenant, dann kgl. preuss. Hauptmann a. D.; heiratet im November 1871 Wilhelmine Mathilda Natalie Wyneken (* 8. August 1842 in Syke; † 24. Juni 1921 in Hildesheim).
Kinder
2.1.1) Georg Emil Theodor (* 18. Februar 1873 in Neuss a. Rh.; † 26. Januar 1940 in Berlin) HHO3X, EK1, EK2, OMVK3, SLK2 1. Fideikommissherr auf Elbersdorf-Spangenberg, kgl. preuss. Oberstlieutenant a. D., General-Bevollmächtigter des Kriegsministerium in der Ukraine; heiratet in Hamburg am 30. September 1902 (geschieden 1911) Alice Friedburg (* 8. März 1882 in Hamburg; † 6. März 1968).
Tochter: 2.1.1.1.) Margarethe Alice Nathalie, (* 3. Juli 1903 in Hamburg)
2.1.2.) Magdalene Caroline Auguste Mathilde (* 15. August 1874 in Angermünde; † 16. Januar 1948 in Gronau bei Hildesheim) Ordenspflegerin. Unverheiratet.
2.1.3.) Louis Alfred Carl Oscar (* 1. April 1876 in Angermünde; gefallen 26. April 1945 in Berlin), 2. Fideikommissherr auf Elbersdorf-Spangenberg. Unverheiratet.
2.2.) Louis Ernst Wilhelm Friedrich (* 6. August 1840 in Nentershausen; † 25. Mai 1890 in Hildesheim) 1870 EK2 2. Fideikommissherr auf Elbersdorf-Spangenberg, kgl. hann. Secondelieutenant, kgl. preuss. Hauptmann a. D.; heiratet in Hamburg im Jahr 1871 Justine Emilie Louise Dorn (* 7. Januar 1848 in Hamburg; †[…]).
Kinder
2.2.1.) Emilie Amalie Dorothea Henriette (* 26. Oktober 1873 in Spangenberg Burgsitz; † 31. Juli 1881 in Hamburg (Eimsbüttel)).
2.2.2.) Adelheid (Adele) Caroline (* 15. November 1874 in Spangenberg) 1916 PRKM3.
2.2.3.) Louise Alice Albertine Natalie Julie (* 30. Juni 1879 in Spangenberg).
2.2.4.) Albertine Louise Auguste (* 1. August 1880 in Spangenberg; † 13. Juli 1881 in Hamburg (Eimsbüttel)).
2.3.) Agnes Julia Elisabeth (* 6. Juli 1843 in Nentershausen; † 1. November 1881 in Burgsitz Spangenberg); heiratet  Johann Peter Theodor Schefer *[…]; † [<1896], (geschieden 1878<), kgl. preuss. Oberförster in Kullick (Digitalisat in der Google-Buchsuche).
2.4.) Julie Caroline Helene Elisabeth (* 10. November 1845 in Nentershausen; † 17. Oktober 1879 in Spangenberg); heiratet in Rotenburg an der Fulda am 21. Juli 1866 Friedrich Carl Louis von Marschall aus dem Haus Gosserstedt, Linie Dannheim-Wulfershausen (* 6. Juli 1831 in Kassel; † 22. Dezember 1910 in Spangenberg) kgl. preuss. Forstmeister in Spangenberg.
2.5.) Wilhelmine Emma Amalie Adelheid Mathilde Emilie (* 29. Januar 1848 Nentershausen; † 26. Januar 1926 in Burgsitz Spangenberg) heiratet in Kassel am 12. Januar 1884 Friedrich Carl Louis von Marschall aus dem Haus Gosserstedt, Linie Dannheim-Wulfershausen, siehe oben.
2.6.) Mathilda Maria Hedwig Dorothea (* 25. November 1850 in Rotenburg an der Fulda; † 31. November 1853 [sic?] in Rotenburg an der Fulda).
3. Theodor Carl (* 12. Juni 1817 in Hanau; † 5. Januar 1841 in Marburg), kgl. preuß. Secondelieutenant im Infanterie-Regiment (4. westfälisches) Nr. 17. Unverheiratet.

4. Maria Adelheid Müldner (* 1820; † Mai 1822 in Kassel)

5. Johann Carl Louis Müldner (* 17. September 1822 in Kassel; † 3. Oktober 1829 in Kassel)

6. Julie Helmine Marie, (* 15. August 1824 in Kassel; † 7. Dezember 1855 in Marburg); heiratet 1844 Dr. med. Franz Ludwig Fick (* 18. Mai 1813 in Erlangen; † 31. Dezember 1858 in Marburg) Professor der Medizin und der Anatomie an den Universität Marburg.
6.1.) Adolf Gaston Eugen Fick (* 22. Februar 1852 in Marburg; † 11. Februar 1937 in Herrsching am Ammersee), Augenarzt und Leiter deutscher Feldlazarette im Ersten Weltkrieg.
6.1.2.) Roderich Fick (* 16. November 1886 in Würzburg; † 13. Juli 1955 in München), Architekt des Heimatschutzstils.

7. Marie Elise Caroline (* 12. Mai 1826 in Kassel; † 16. Dezember 1889 in Spangenberg (Burgsitz)) heiratet in Kassel-Garnison im Februar 1867 Johann Georg Müller (* 1. Oktober 1824 in Hanau; † 5. März 1881 in Dover (VK)), Engel (Bischof) der katholisch-apostolischen Gemeinde Berlin.

8. Ferdinand Wilhelm Carl Reinhard Müldner (* 26. August 1827 in Kassel; † 31. Oktober 1827 in Kassel)

## Besitzungen
„Zu erheblichen Reich- und Besitztümern gekommen, konnte die Familie [v. Lindau] ihren Streubesitz gegen landgräflichen Liegenschaften in Spangenberg eintauschen und 1737 vertraglich Lehnsherr zu Spangenberg werden. Zu diesem Lehen gehörten der Meierhof in Spangenberg, das Gut oder die Meierei in Eltmannsee, ausgedehnte Waldungen, Jagd- und Fischereigerechtesame sowie eine große Anzahl tributpflichtigen Einkünfte. Als das Geschlecht derer von Lindau 1831 ausstarb, erhielt der Generalmajor und Generaladjutant Wilhelm II., den Kurfürsten von Hessen, Karl Müldner von Mülnheim den Burgsitz, den Meierhof in Spangenberg und das Gut Eltmannsee zu ‚neuem rechten Mannlehen‘ übereignet.
Als 1848 die alten hessischen Lehnsverhältnisse durch Gesetz für ledig erklärt wurden, erhob man die Belehnten zu Eigentümern der Lehen. Das Lehen, galt als Eigentum nun als unveräußerlich und war ein sogenanntes Fideikommiß geworden.

Erst nach dem ersten Weltkrieg erhielten die letzten Besitzer, Georg und Louis von Müldner, freie Verkaufrechte und veräußerten zunächst an Privatinteressenten den Meierhof in Spangenberg dann 1919 die sogenannte Kirchwiese, auf der die Siedlung ‚Eigene Scholle‘ errichtet wurde. 1926 wurden das Gut in Elbersdorf an den Kreis Melsungen, 1927 die großen Garten in der Winternot verkauft, so daß nur die Gebäude und der sogenannte ‚Lustgarten‘ in der Oberstadt der Familie Müldner von Mülnheim verblieben.

Die Familie von Müldner blieb etwa 100 Jahre Besitzer der Burgsitzes. Mit Louis von Müldner, der als Major Adjutant des letzten deutschen Kronprinzen gewesen war, starb die Familie im Mannesstamme aus. So fiel der Burgsitz durch Verkauf endgültig an die Stadt Spangenberg, der das Anwesen bis in die neunziger Jahre des letzten Jahrhunderts gehörte…“